# 寧明駅
寧明駅（ねいめいえき/中国語簡体字：宁明站/正体字：寧明站）は中華人民共和国広西チワン族自治区崇左市寧明県にある中国国鉄南寧鉄路局が管轄する駅である。南寧駅とハノイ近郊のザーラム駅を結ぶT8701/8702次列車の停車駅にもなっている。

## 隣の駅
中国国鉄
湘桂線
龍伯屯駅 - 寧明駅 - 馗塘駅